# Tazza Farnese

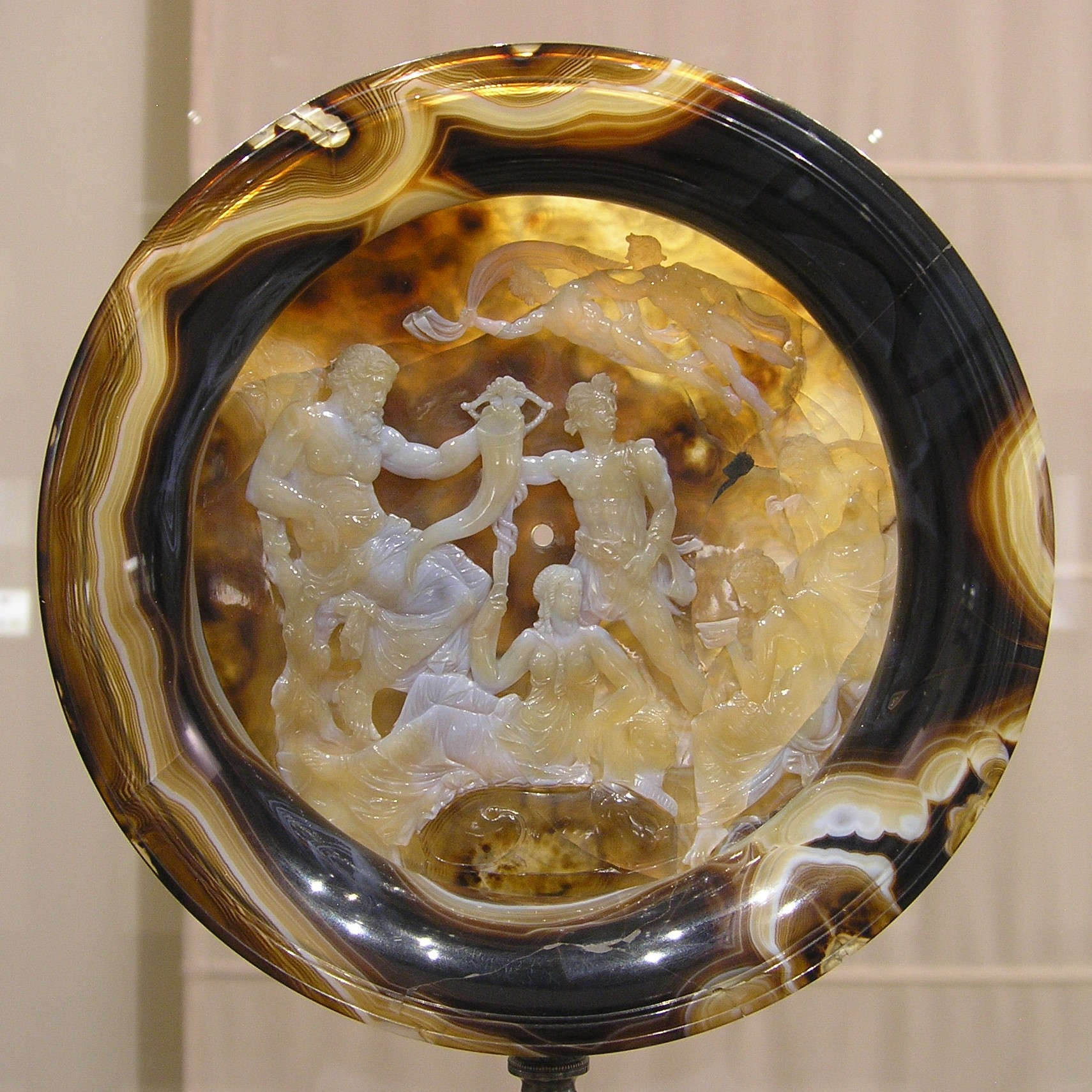
Tazza Farnese, Vorderseite

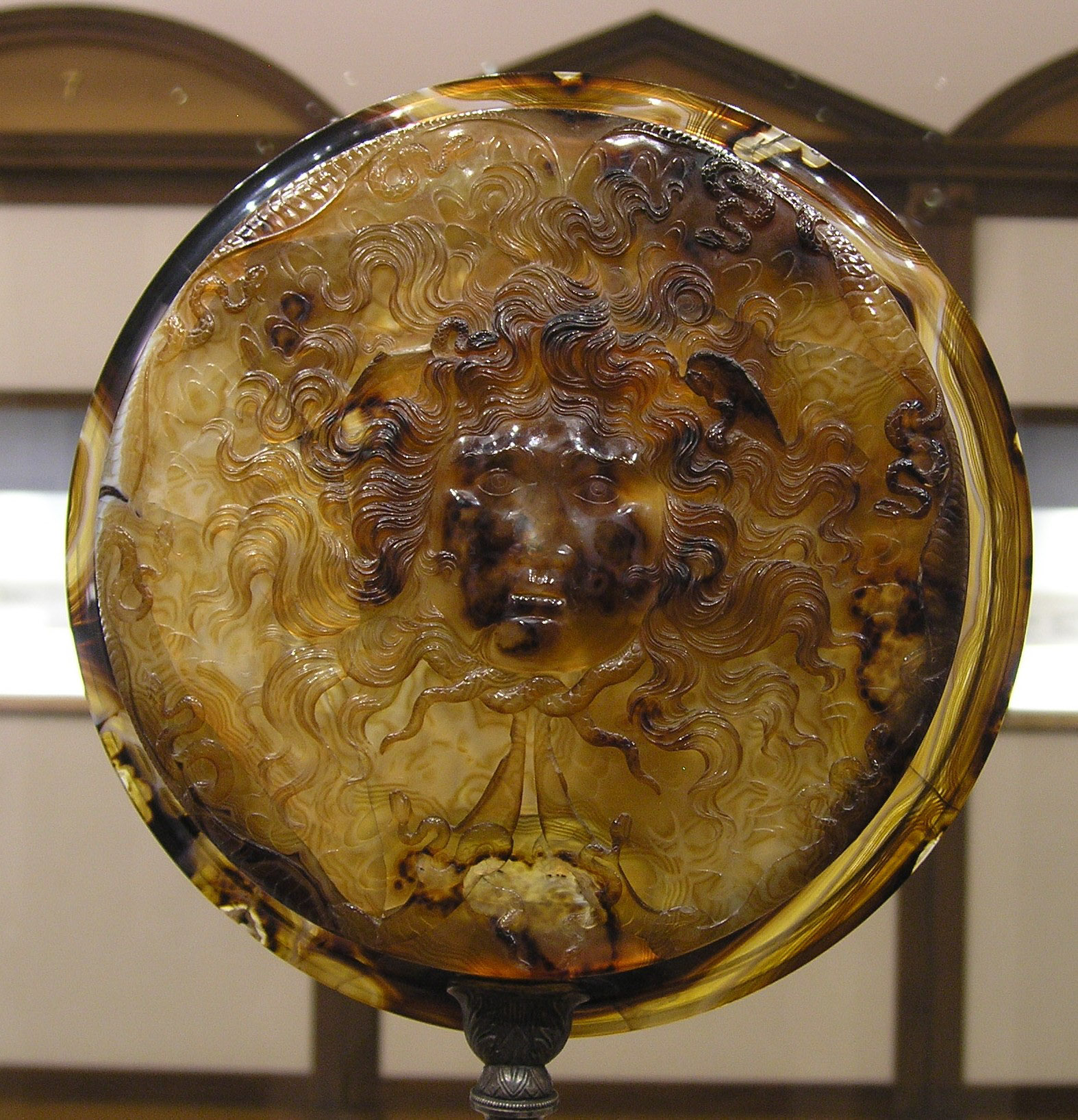
Tazza Farnese, Rückseite

Die Tazza Farnese ist eine Kamee aus Sardonyx. Sie hat einen Durchmesser von 20 cm und befindet sich heute im Archäologischen Nationalmuseum Neapel. Sie gilt als Meisterwerk dieser Kunstgattung und als eines der Hauptwerke der ptolemäisch-alexandrinischen Kunst. 

## Darstellungen
Die Tazza Farnese stellt auf der Rückseite ein Gorgoneion dar. Auf der Vorderseite sieht man links die Personifikation des Nils, der sich gegen einen Baum stützt und ein Füllhorn in der Hand hält. Ihm gegenüber sitzen zwei Nymphen, die eine auch mit einem Füllhorn, die andere aus einer Schale trinkend. Im oberen Bereich sieht man zwei fliegende Windgottheiten. Ganz unten liegt eine Sphinx und über ihr eine Frau, die wohl Isis-Demeter darstellt. In der Mitte der Kamee steht Triptolemos.
Die Interpretation und Datierung dieser Szene und des Objektes sind nicht ganz sicher. Möglicherweise wurde die Kamee nach einer Hungersnot im Jahr 187 v. Chr. gefertigt. Die Isis-Demeter wäre dann Kleopatra I. Der Nil symbolisiert Wohlstand und Reichtum, Triptolemos die wiedergewonnene Kraft des Nils. Die Sphinx ist das Symbol des ptolemäischen Königshauses.

## Geschichte der Tazza Farnese
Besonders interessant ist die neuzeitliche Geschichte der Kamee. Im Mittelalter befand sie sich vielleicht in Konstantinopel und gelangte nach der Plünderung der Stadt beim 4. Kreuzzug 1204 nach Westen. Sie befand sich im Besitz von Friedrich II. und gelangte von dort nach Zentralasien, denn im frühen 15. Jahrhundert muss sie sich am Hof der Timuriden in Zentralasien befunden haben. Von dort stammt eine von Mohammed al-Khayyam signierte Zeichnung der Tazza Farnese, die überraschend genau die Szene der Vorderseite wiedergibt. Wie die Tazza Farnese nach Zentralasien gelangte, ist unbekannt. Mohammed al-Khayyam ist für das frühe 15. Jahrhundert dort belegt. Etwas später befand sie sich im Besitz von Papst Paul II. Über Papst Sixtus IV. gelangte sie dann in den Besitz von Lorenzo il Magnifico, von dort in den Palazzo Farnese und dann nach Neapel.